# Danais
Danais (grekiska: Δαναις) var en najadnymf i grekisk mytologi. 
Hon var dotter till någon av flodgudarna Danaos eller Alpheios. Hon bodde i en fontän eller källa i regionen Pisa i Elis (södra Grekland). Om hon var Danaos dotter tillhörde hon danaiderna och var därmed en prinsessa av Argo.
Hon var älskad av kung Pelops och hon fick med honom sonen Krysippos.